# Стенкулешть (Хунедоара)
Стенкулешть, Стенкулешті (рум. Stănculești) — село у повіті Хунедоара в Румунії. Входить до складу комуни Булзештій-де-Сус.
Село розташоване на відстані 333 км на північний захід від Бухареста, 48 км на північ від Деви, 85 км на південний захід від Клуж-Напоки, 130 км на північний схід від Тімішоари.

## Населення
За даними перепису населення 2002 року у селі проживали 35 осіб, усі — румуни. Усі жителі села рідною мовою назвали румунську.